# Um Cultum binte Maomé

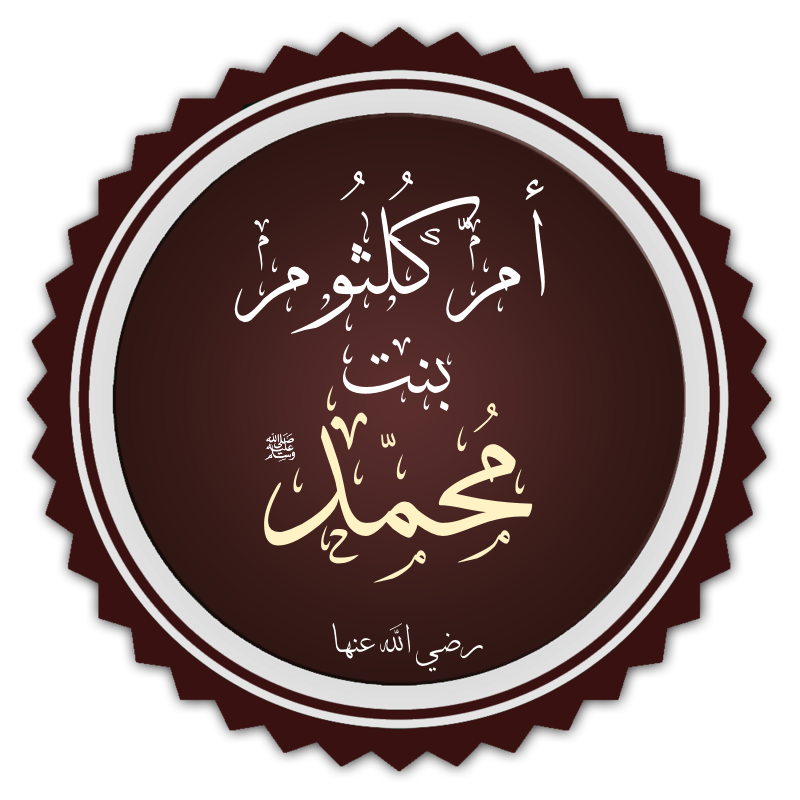
Caligrafia

Um Cultum binte Maomé (Umm Kulthum bint Muhammad) foi uma das filhas de Cadija e do profeta Maomé. Os muçulmanos xiitas não aceitam que ela seja sua filha, uma vez que de acordo a sua perspectiva, Fátima foi a única filha do profeta.
De acordo com fontes sunitas, Cadija, viúva com quarenta anos de idade, casou-se com Maomé, e teve dois filhos homens, Alcacim e Abedalá, que morreram ainda crianças, e quatro filhas, Zainabe, Rucaia, Um Cultum e Fátima.
De acordo com fontes xiitas, Fátima foi o único de todos filhos de Maomé que sobreviveu.
Foi casada com Utaiba ibne Abu Laabe, que se julga ser um primo de Maomé. Este marido pediu-lhe o divórcio a pedido do pai, Abu Laabe, em larga medida em reacção à mensagem religiosa do pai de Um Cultum. Mais tarde, Um Cultum casou com Otomão, o terceiro califa.